# Diuris nigromontana
Espèce
Diuris nigromontana est une espèce de plantes de la famille des Orchidaceae.
Il est endémique au sud-est de la Nouvelle-Galles du Sud.